# Kropywne (rejon bachmacki)
Kropywne (ukr. Кропивне) – wieś na Ukrainie, w obwodzie czernihowskim, w rejonie bachmackim. W 2022 roku liczyła 618 mieszkańców.